# Viagem e turismo

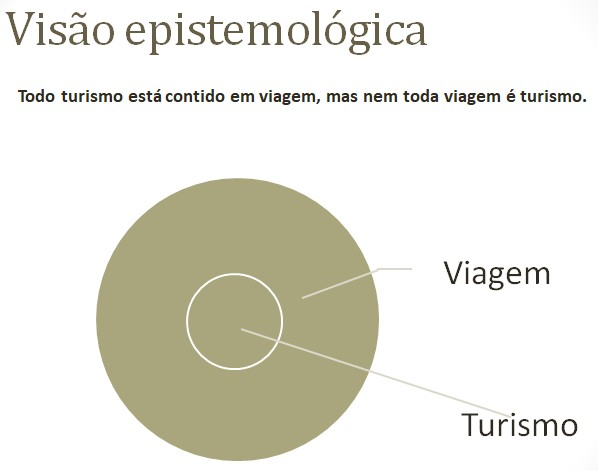

Viagem e Turismo  é uma dicotomia ligada às ciências sociais e econômicas. Enquanto viajar é um direito subjetivo ligado a livre circulação de pessoas (direito de ir e vir), o turismo está ligado à economia (ciência econômica), a uma atividade econômica, e portanto não é um direito subjetivo. Assim, do ponto de vista epistemológico a dicotomia viagem e turismo aborda uma lógica interdisciplinar mais aceitável. Enquanto o campo de viagem é mais amplo, ou seja,  viagem de negócios, fins educacionais, para tratamento de saúde, fins religiosos etc., o turismo é mais restrito envolvendo o lazer e entretenimento. A interdisciplinaridade entre viagem e turismo ocorre quando se verifica que uma viagem de negócios também pode ocorrer turismo, ou uma viagem com fins educacionais também pode ocorrer passeios programados para turismo. Todo turismo está contido em viagem, mas nem toda viagem é turismo.

## Uso do vernáculo
Em 1983, a primeira organização não governamental (ONG) que adotou a dicotomia viagem e turismo foi o IFTTA - Fórum Internacional de Advogados de Viagem e Turismo. O Fórum foi fundado em Jerusalém pelo advogado Dov Kolani. Dov Kolani foi o primeiro presidente do IFTTA internacional. A organização realiza conferências anuais em diferentes países e tem divisões "sessions" e "chapters" na Argentina, Brasil, Europa, Israel e América do Norte.